# Satyam Shivam Sundaram
Pour plus de détails, voir Fiche technique et Distribution.
Satyam Shivam Sundaram (सत्यं शिवम् सुन्दरम्, français: « La vérité, le bien et la beauté ») est un film de drame et musical indien de Bollywood, réalisé et produit par Raj Kapoor, sorti en 1978.
Ce film met en vedette les acteurs principaux Shashi Kapoor (Rajeev) et Zeenat Aman (Roopa). Il s'agit d'un film dramatique social traitant sur les différences entre l'amour physique et spirituel.
La chanson titre Satyam Shivam Sundaram, interprétée par Lata Mangeshkar, est la chanson la plus connue du film.

## Synopsis
Roopa (Zeenat Aman) est une jeune femme à la beauté unique cependant rejetée par tous les gens de son village, ces derniers la croyant maudite (et pouvant porter malheur) après que sa mère est morte en la mettant au monde. Elle vit avec sa seule famille qui est son père, le curé du village, et son oncle très proche d'elle contrairement à son père, qui n'a jamais voulu fêter l'anniversaire de sa fille depuis la mort de sa femme.
Lors d'un flashback, Roopa, encore enfant, se rend avec son père à la fête d'anniversaire d'un jeune garçon, pour chanter devant lui. Son père enroué, sa fille le remplace rapidement pendant la performance, ce qui rend émerveillés son père et les invités de cette fête ; le chant est désormais l'atout principal de Roopa. Après le festin, sur le chemin de la maison, la petite fille demande qu'il fête pour une fois son anniversaire, son oncle accepte mais le père refuse.  L'oncle prépare un repas en l'honneur de Roopa. Cette dernière est seule dans la cuisine quand un accident survient : elle trébuche sur les gamelles remplies d'huile bouillante qui se verse sur son visage. Roopa criant de douleur, son oncle est paniqué et son père est désespéré pour sa fille et craint pour l'avenir de celle-ci.
Adulte, Roopa reste défigurée du côté droit de son visage et du cou à cause des cicatrices de cet accident. Roopa maintient sa joue droite sous la couverture de son sari ou sous les longues mèches de cheveux. Malgré le terrible accident, Roopa reste religieuse et va au temple du village tous les jours. Le matin, elle nettoie le temple, sonne sa cloche et chantant des hymnes et chants religieux dont la chanson la plus connue du film Satyam Shivam Sundaram.
Rajeev (Shashi Kapoor), un ingénieur audacieux, arrive dans le village pour superviser le fonctionnement d'un grand barrage. Sa particularité est qu'il est dysmorphophobe. Après avoir entendu le chant religieux de Roopa un matin, il la rencontre dans une cascade, la voyant chanter et tombe amoureux d'elle. Il l'interpelle quelques instants après, mais ne fait aucunement attention à son côté défiguré du visage (Roopa cache ses cicatrices automatiquement face à une personne), il demanda dans un premier temps son nom. L'homme et la femme se reverront dans de nombreuses occasions. Roopa, au début distante, finit par éprouver des sentiments pour Rajeev et se perd dans ses rêveries jusqu'à ce qu'elle prenne rapidement conscience du fait que Rajeev pourrait la rejeter s'il voyait les cicatrices sur son visage.

Peu de temps après, Rajeev demande la permission au père de Roopa de l'épouser. Lors du mariage, on peut apercevoir un chat noir passer devant Roopa dans sa tenue de mariée, pour montrer qu'il arrivera malheur au mariage de la femme. Après le mariage, Roopa sent qu'elle ne pourra pas lui cacher la vérité plus longtemps et Rajeev découvre pour la première fois sa femme avec ses cicatrices et en est effrayé. Il pense qu'il a été trompé et forcé de se marier avec quelqu'un d'autre, à tel point il rejette Roopa et la conduit hors de la maison.
Roopa décide de le rencontrer dans la nuit, à l'aide d'un voile pour cacher le côté défiguré de son visage ; elle tente de convaincre Rajeev qu'il a bel et bien épousé la femme qu'il aime mais ce dernier refuse de la croire. Ce dernier passe ses journées à haïr sa femme, et ses nuits aimer sa « maîtresse », ne sachant pas que ces deux personnes sont une seule et même personne. Au cours de l'une de leurs nuits ensemble, ils font l'amour et Roopa tombe enceinte. Lorsque Rajeev découvre le soir que sa femme est enceinte, il la soupçonne d'infidélité, refuse toujours de la croire et l'humilie devant tout le monde devant le temple du village. Le père de Roopa, présent, finit par mourir de tristesse en s'effondrant devant le temple. Roopa, finit par se mettre en colère et se rend chez Rajeev pour lui dire fermement que celle qu'il aime et déteste à la fois a toujours été la même personne, elle-même, et qu'elle se sépare de lui.
À la fin du film, une terrible tempête ravage et inonde le village, brisant le barrage que Rajeev est venu construire. Dans les eaux tourbillonnantes du déluge, Rajeev se rend compte qu'il a été ignoble envers Roopa, et la sauve de la noyade. Les jeunes époux se retrouvent dans le temple, Roopa est épuisée. Les deux se pardonnent l'un à l'autre et finissent par s'embrasser.

## Autour du film
- Zeenat Aman n'a pas été le premier choix pour le rôle de Roopa. Les actrices Hema Malini, Dimple Kapadia et Vidya Sinha étaient des choix précédents, mais ces actrices ont refusé le rôle en raison du contenu sensuel et l'exposition du corps dans le film[1],[2].
- Les chants de Roopa sont chantés par Lata Mangeshkar et non par l'actrice Zeenat Aman qui incarne le rôle. Cette dernière ne fait que des playbacks.

## Fiche technique
- Titre original : सत्यं शिवम् सुन्दरम्
- Titre français : Satyam Shivam Sundaram
- Titre anglais : The Truth, the Good and The Beauty
- Réalisation : Raj Kapoor
- Scénario : Jainendra Jain
- Pays d’origine : Inde
- Langue originale : hindi (sous-titres anglais et français)
- Format : couleur
- Genre : drame, musical
- Durée : 172 minutes
- Dates de sortie : 
  -  Inde : 22 mars 1978

## Distribution
- Shashi Kapoor : Rajeev
- Zeenat Aman : Roopa
  - Padmini Kolhapure : Roopa, jeune
- Kanhaiyalal : Pandit Shyam Sunder, le père de Roopa
- A. K. Hangal : Bansi, l'oncle de Roopa
- Hari Shivdasani : l'ingénieur en chef
- David : Bade Babu
- Leela Chitnis : la femme de Bade Babu
- Sheetal : Champa
- Tun Tun : femme forte
- Vishwa Mehra : Jai Singh
- Subroto Mahapatra : Shastry, future beau-père
- Javed Khan : le fils de Shastry
- Monika : ami de Roopa

## Distinctions

### Récompenses
- Meilleur compositeur pour Laxmikant-Pyarelal
- Meilleur photographe pour Radhu Karmakar

### Nominations
- Meilleur réalisateur pour Raj Kapoor
- Meilleure actrice pour Zeenat Aman